# Marco Servílio
Marco Servílio (em latim: Marcus Servilius) foi um senador romano da gente Servília eleito cônsul em 3 d.C. com Lúcio Élio Lamia. Servílio era filho de Marco Servílio, tribuno da plebe em 43 a.C. e ambos eram descendentes de Caio Servílio Gêmino, o pretor que renunciou ao seu status de patrício.

## Carreira
Tácito menciona Servílio duas vezes de passagem. A primeira em 17, quando o imperador Tibério entregou-lhe todas as propriedades de Patuleio, um rico equestre, apesar de Patuleio ter nomeado o imperador como seu herdeiro. Ao fazê-lo, Tibério comentou que "a nobreza deve ser suportada pela riqueza", sugerindo que Servílio era relativamente pobre comparado aos demais senadores. A segunda menção foi quando Emília Lépida, ex-esposa de Públio Sulpício Quirino, estava sendo julgada por adultério, tentativa de homicídio por envenenamento e uso de astrologia contra a família imperial. O imperador Tibério, que presidiu o caso, obrigou Servílio a testemunhar em defesa de Quirino. Ronald Syme lembra que uma inscrição de Antioquia na Pisídia sugere que Servílio e Quirino eram provavelmente amigos: nela os dois aparecem como duúnviros honorários da cidade. "Quirino havia sido nomeado legado de César no governo da província da Galácia-Panfília", continua Syme, "Qual seria então o status e função que explicaria a homenagem a Servílio? Talvez um legado sob Quirino em sua guerra contra os homonadenses. Talvez governador da Galácia — antes ou depois de seu consulado".

## Família
Servílio se casou com uma mulher da gente Nônia que Marco Antônio proscreveu por causa de uma gema valiosa. O filho dos dois foi o historiador Servílio Noninano, cônsul em 35.